# 스타크 샌즈
스타크 샌즈(Stark Sands, 1978년 9월 30일 ~ )는 미국의 배우이다.

## 출연 작품
- 마이너리티 리포트 (2015)
- 인사이드 르윈 (2013)
- 더 미래큘러스 이어 (2011)
- 프라이멀 스크림 (2009)
- 제너레이션 킬 (2008)
- 데이 오브 더 데드 (2008)
- 마이 쎄시 걸 (2008)
- 아버지의 깃발 (2006)
- 아메리칸 대드! (2005)
- 프리티 퍼스웨이전 (2005)
- 캐치 댓 머니 (2004)
- 체이싱 리버티 (2004)
- 쉘 위 댄스 (2004)
- 희망과 신념 (2003)
- 다이 모미 다이 (2003)
- PM 11:14 (2003)